# Nenavadni kamnokreč
Nenavadni kamnokreč (znanstveno ime Saxifraga paradoxa) je trajnica, terciarni relikt in endemična vrsta iz družine kamnokrečevk (Saxifragaceae), ki se pojavlja v jugovzhodnih Alpah. Vrsto je prvi opisal Kaspar Maria von Sternberg v svojem delu Revisio Saxifragarum iconibus iz leta 1810.

## Opis
Ta trajnica je nizko rastoča rastlina, ki zraste do 20 centimetrov in se lahko razrašča do 30 centimetrov naokoli. Njeni svetleči in majhni listi so zeleni do svetlo zeleni, navadno ledvičaste oblike (reniformni) in nekoliko krpati. Tipična značilnost nenavadnega kamnokreča so majhni bledo zeleno obarvani cvetovi, ki imajo črtalasto oblikovane venčne liste, rdeče prašnice in so urejeni v pakobul. Nenavadni kamnokreč navadno cveti med majem in avgustom.

## Razširjenost in ohranjanje
Ta vrsta kamnokreča je naravno prisotna v jugovzhodnih Alpah, pri čemer večji delež populacij poseljuje Slovenijo in Avstrijo. V Avstriji se Saxifraga paradoxa pojavlja na Koroškem in Štajerskem, medtem ko je vrsto v Sloveniji moč najti v dolinah rek Hudinja in Lobnica v bližini Pohorja, pa tudi na Kozjaku in Košenjaku. Tipični habitat nenavadnega kamnokreča predstavljajo vlažne in senčne skalne razpoke z neapnenčasto podlago, ki jo v glavnem sestavljata granit in gnajs. Po tej vrsti je slovaški botanik Ladislav Mucina poimenoval rastlinsko združbo Saxifragetum paradoxae, pri čemer prav nenavadni kamnokreč predstavlja značilno vrsto.
Vrste Saxifraga paradoxa še niso preučevali za uvrstitev na Rdeči seznam IUCN.

## Taksonomija
Tako imenovani evropski rožnati kamnokreči (pripadniki sekcije Porphyrion in podsekcije Oppositifoliae) so velika skupina številnih taksonov z nejasnim taksonomskim položajem, ki se pogosto pojavljajo v gorovjih osrednje in južne Evrope. Raziskovalci so v okviru ene izmed študij preučevali njihova evolucijska razmerja z uporabo polimorfizma dolžin pomnoženih fragmentov (AFLP) in ugotovili, da Saxifraga paradoxa ni genetsko divergenten takson. Novejše raziskave nenavadni kamnokreč praviloma uvrščajo v sekcijo Saxifraga in podsekcijo Arachnoideae.